# Романувек (Лодзинське воєводство)
Романувек (пол. Romanówek) — село в Польщі, у гміні Роґув Бжезінського повіту Лодзинського воєводства.
Населення — 84 особи (2011).
У 1975-1998 роках село належало до Скерневицького воєводства.

## Демографія
Демографічна структура станом на 31 березня 2011 року:
|          | Загалом | Допрацездатний вік | Працездатний вік | Постпрацездатний вік |
| -------- | ------- | ------------------ | ---------------- | -------------------- |
| Чоловіки | 50      | 12                 | 32               | 6                    |
| Жінки    | 34      | 6                  | 14               | 14                   |
| Разом    | 84      | 18                 | 46               | 20                   |